# Idan Tal

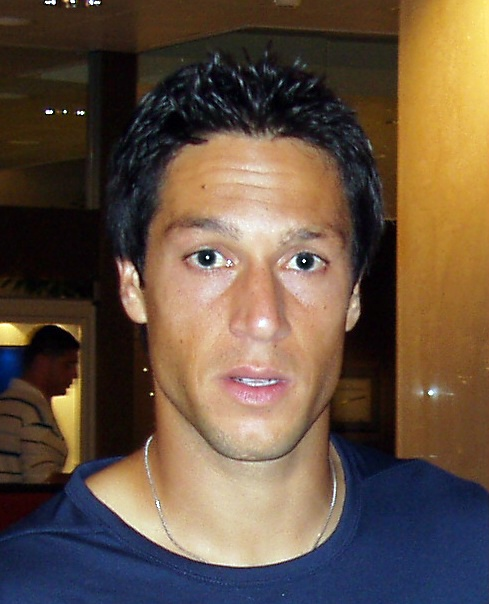
Idan Tal im Hilton Hotel Basel

Idan Tal (hebräisch עידן טל‎; * 13. September 1975 in Petah Tikva) ist ein israelischer ehemaliger Fußballspieler.

## Karriere
Der Jugendverein des israelischen linken offensiven Mittelfeldspielers war Hapoel Jerusalem. Von 1994 bis 1996 war er auch bei diesem Verein als Profi tätig. Von 1997 bis 1998 spielte der Israeli 71 Pflichtspiele für Maccabi Petah Tikva. Nach einem Kurzauftritt bei Hapoel Tel Aviv 1998 wechselte Tal nach Spanien zu UD Mérida. Nach sieben Pflichtspielen bei Maccabi Petah Tikva ging der Mittelfeldspieler im Oktober 2000 auf die Britische Insel zum FC Everton. 2002 ging es weiter Richtung Süden, in die spanische Primera Division zu Rayo Vallecano, wo er ein Jahr unter Vertrag stand. 2002 ging Tal wieder zurück in die Heimat zu Maccabi Haifa. In der Saison 2006/2007 war der israelische Nationalspieler bei den Bolton Wanderers unter Vertrag. Danach wechselte er zu Beitar Jerusalem und beendete bei seinem ersten Verein Hapoel seine Karriere.
Tal spielte 69 Mal im israelischen Fußballnationalteam und erzielte dabei fünf Tore, weiters spielte er 13 Mal im U-21-Team von Israel.

## Erfolge
- viermal israelischer Meister; dreimal mit Maccabi Haifa (2004, 2005, 2006) und einmal mit Beitar Jerusalem (2008)
- einmal israelischer Pokalsieger mit Beitar Jerusalem (2008)

| Personendaten    | Personendaten               |
| ---------------- | --------------------------- |
| NAME             | Tal, Idan                   |
| KURZBESCHREIBUNG | israelischer Fußballspieler |
| GEBURTSDATUM     | 13. September 1975          |
| GEBURTSORT       | Petah Tikva                 |